# Pietro Mascagni
Pietro Mascagni (* 7. Dezember 1863 in Livorno; † 2. August 1945 in Rom) war ein italienischer Komponist, der mit seinen Opern neben Ruggero Leoncavallo und Giacomo Puccini einer der wichtigsten Vertreter des Verismo ist.

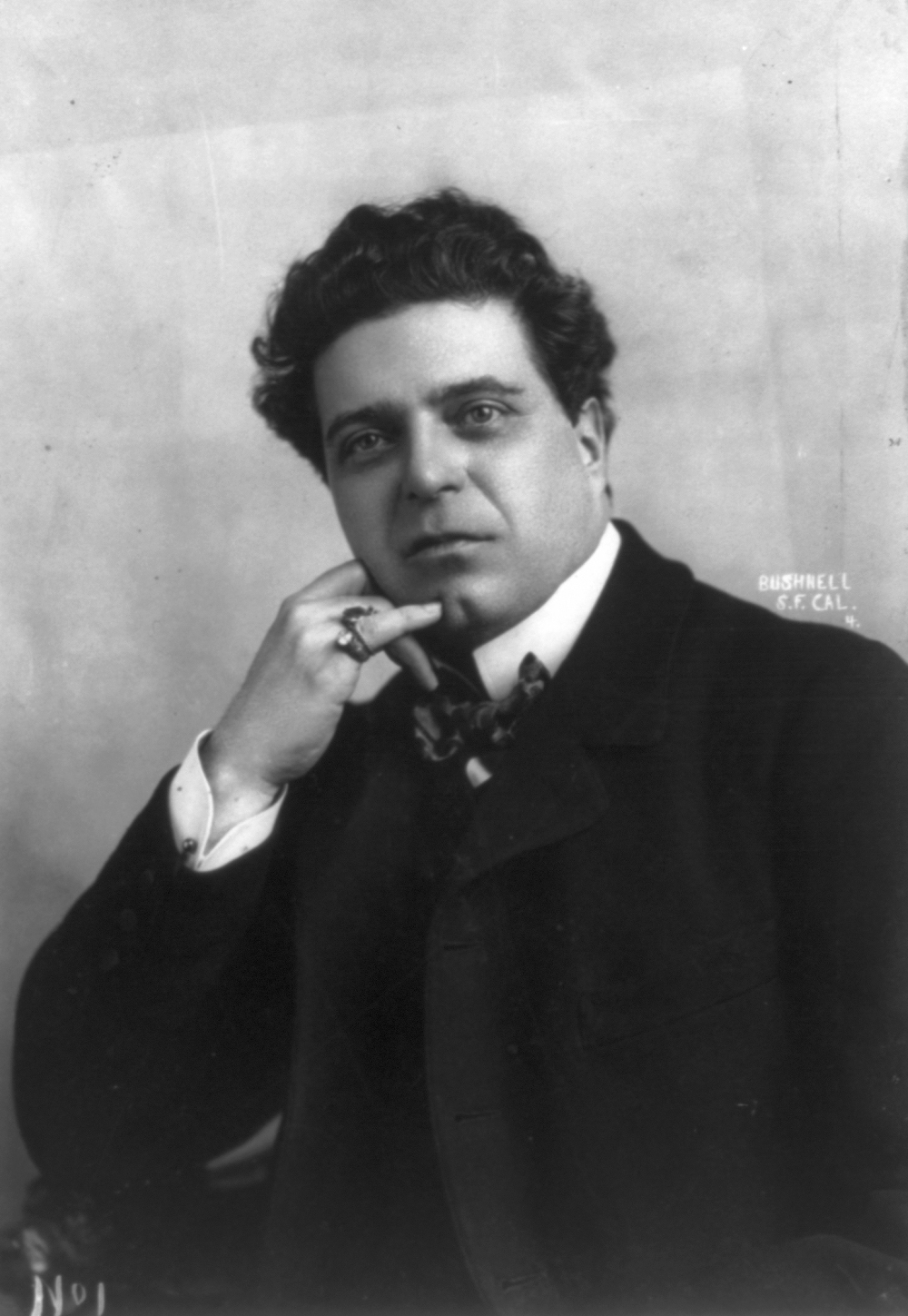
Pietro Mascagni (1903)

## Leben

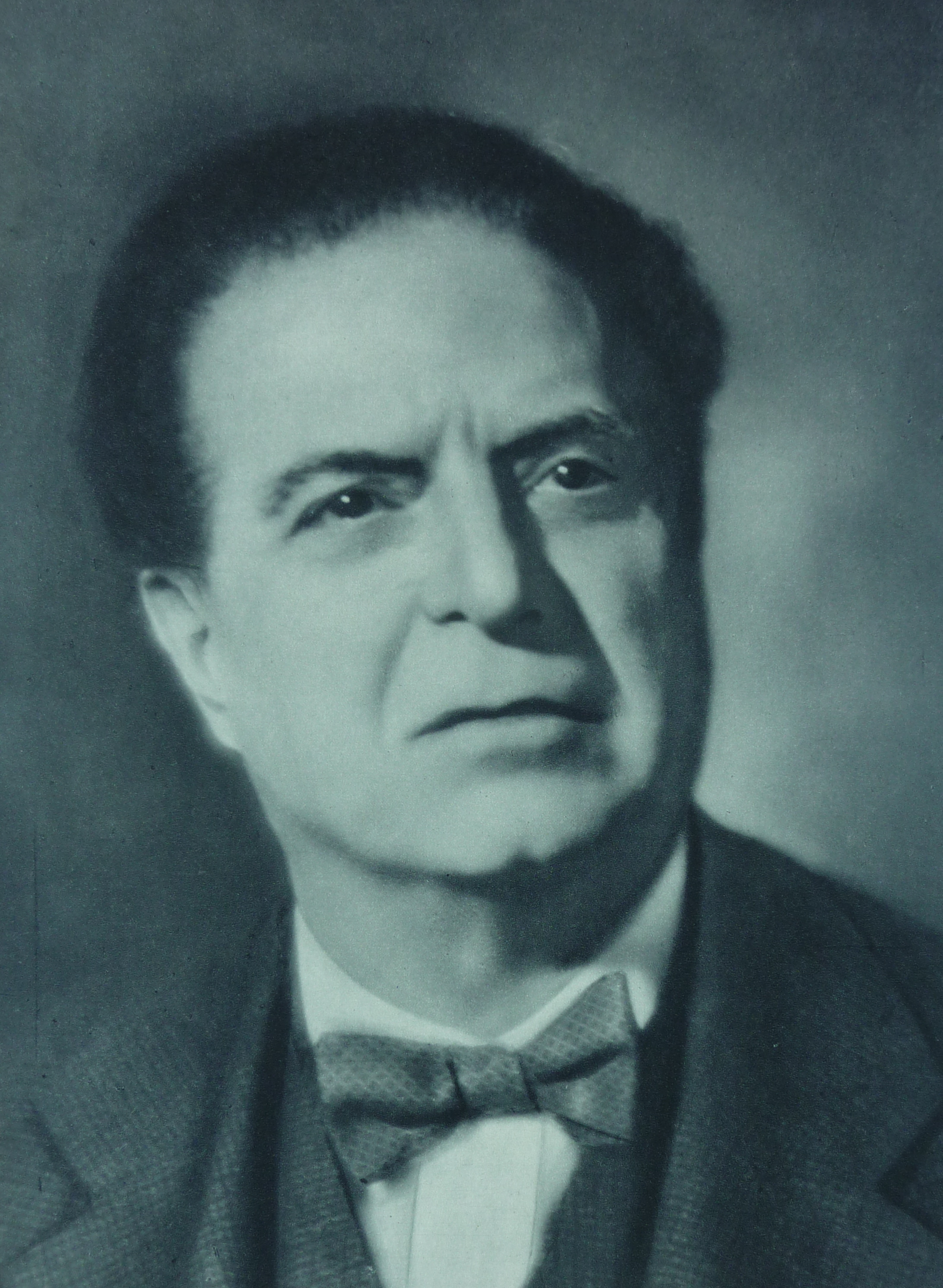
Mascagni um 1915

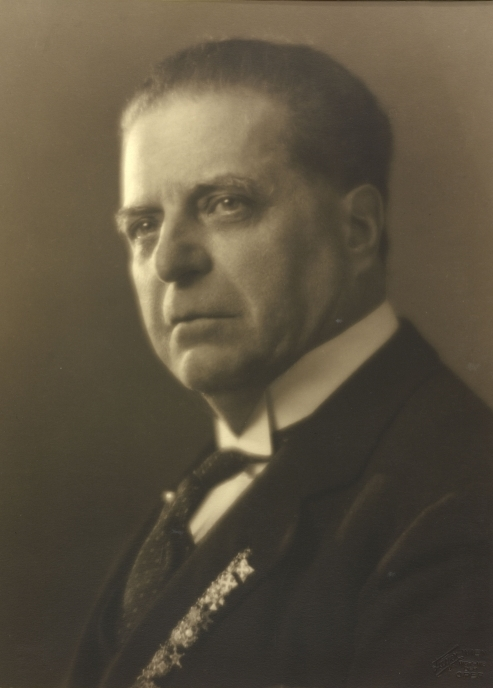
Aufnahme von Georg Fayer (1927)

Nach Wunsch seines Vaters, eines Bäckers, hätte Mascagni gegen seinen Willen Jurist werden sollen, sein Onkel bewahrte ihn aber durch Adoption davor, und er konnte beginnen, Musik zu studieren. Schon seine ersten Werke waren ziemlich erfolgreich, was den Vater mit der Berufswahl des Sohnes versöhnte. Obwohl er von einem adligen Gönner gefördert wurde, hervorragende Lehrer (Amilcare Ponchielli) und mit Giacomo Puccini einen kompetenten Freund hatte, brach er das Studium, das ihm zu trocken schien, ab und schloss sich einer fahrenden Operntruppe an.
1885 ließ er sich als Dirigent des kleinen städtischen Orchesters in Cerignola engagieren, wo er genug verdienen konnte, um zu leben. Nebenbei komponierte er fleißig große Opern: 1888 war Guglielmo Ratcliff (nach Heinrich Heine; Libretto von Andrea Maffei) fertiggestellt, konnte aber keinen Impresario begeistern, und 1889 nahm er mit Cavalleria rusticana an einem Einakter-Opernwettbewerb des italienischen Musikverlegers Sonzogno teil. Die Oper erhielt den ersten Preis und wurde bei ihrer Uraufführung im Jahr darauf einer der größten Erfolge der Musikgeschichte.
Über Nacht war Mascagni zum Star der italienischen Opernszene geworden und genoss den plötzlich erworbenen Ruhm und Reichtum. Seine nächste Oper, L’amico Fritz (nach einem Roman von Erckmann-Chatrian) war schnell komponiert, wurde aber eher enttäuscht aufgenommen. Anders erging es ihm mit dem zuvor erwähnten Guglielmo Ratcliff, der 1895 mit großem Erfolg uraufgeführt wurde. Er schrieb weitere Opern, die zwar von Kennern geschätzt wurden, welche eine Verfeinerung seines persönlichen Stils konstatierten, aber beim großen Publikum und für die Nachwelt blieb Cavalleria rusticana der unerreichte Geniestreich des Komponisten.
Pietro Mascagni war unter anderem Lehrer von Riccardo Zandonai.
1902 reiste er in die Vereinigten Staaten, später brachte er seine Werke auch nach Südamerika. Den wachsenden Erfolg seines Freundes Giacomo Puccini verfolgte er mit großer Eifersucht, und 1911 behauptete er, die Zeit des Verismo sei zu Ende.
1915 schrieb er eine bildsynchrone symphonische Begleitmusik zu Nino Oxilias Rapsodia Satanica, einem dramma musicale cinematografico, in dem die Diva Lyda Borelli die Hauptrolle spielte. Die Komposition ist von expressiver, farbenreicher Harmonik und illustriert mit einer Leitmotivtechnik wie bei Richard Wagner in dem Film die Verflechtungen von Liebe und Tod. Bei der Uraufführung am 3. Juli 1917 dirigierte er das Orchester im Kino Augusteo persönlich. Im selben Jahr erlebte er mit der erfolgreichen Lodoletta in Rom ein Wiederaufflammen seines Ruhms. Aufgrund seiner Tantiemen für die Cavalleria rusticana hatte er freilich bis an sein Lebensende keine finanziellen Sorgen.
Von 1927 bis zu seinem Tod lebte er im Hotel Plaza di Roma. In den 1930er Jahren wurde er Mitglied der Faschistischen Partei Mussolinis. Seine Beerdigung am 4. August 1945, gut ein Jahr nach der Befreiung Roms, fand daher ohne Repräsentanten des italienischen Staates statt.

## Rezeption
Seine Musik wurde in dem Filmklassiker „Wie ein wilder Stier“ (1980) mit Robert De Niro und Joe Pesci verwendet.
Die Musik der Cavalleria rusticana prägt den Schlussteil von Der Pate III: Die letzten 15 Filmminuten sind mit dem Finale der Oper unterlegt; die dramatische Schlussszene und den Tod Don Corleones untermalt das wohlbekannte Zwischenspiel.
Mascagnis Lebensgeschichte wurde 1952 unter dem Titel Ewige Melodie von Giacomo Gentilomo verfilmt.

## Werke

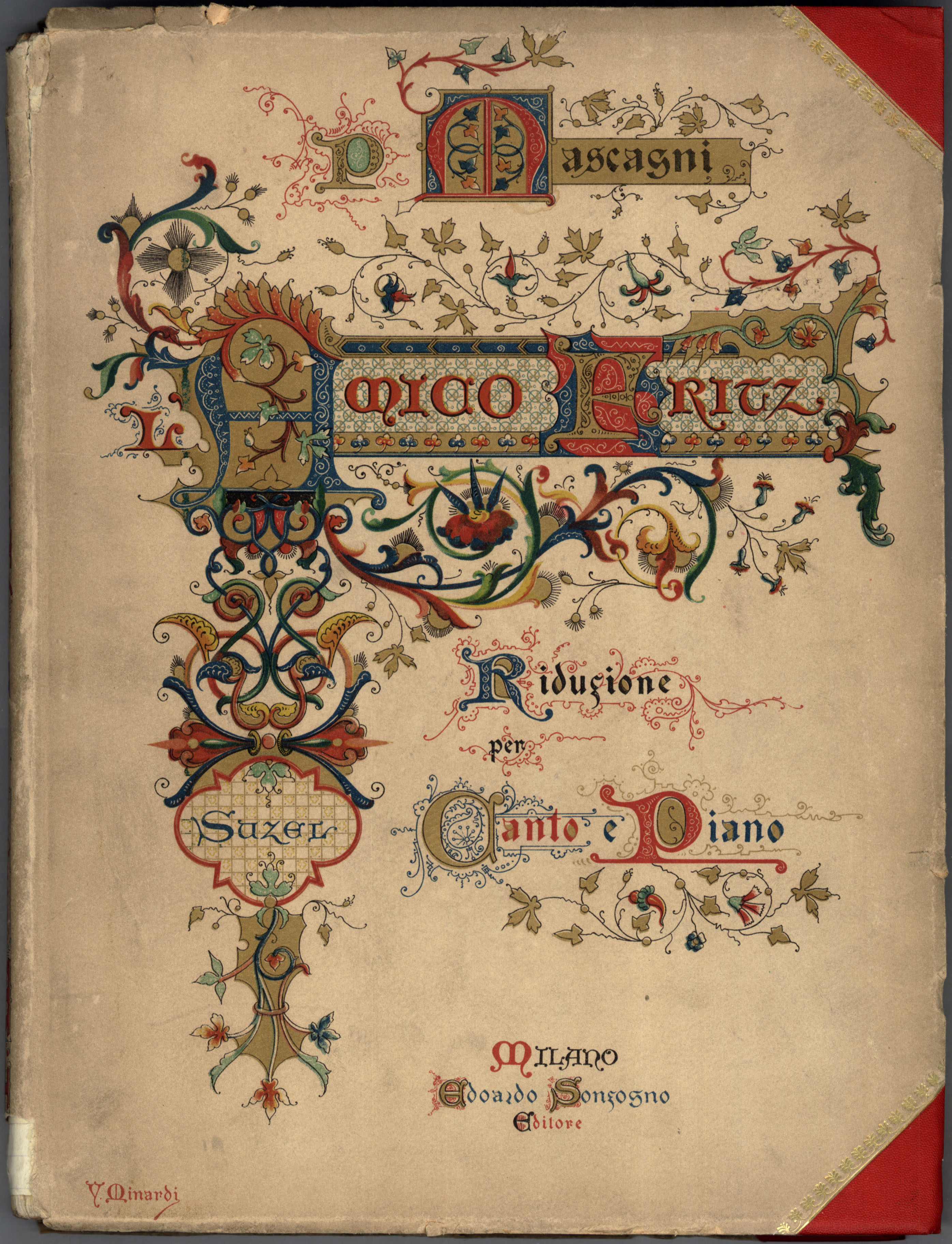
L'amico Fritz; Klavierauszug

- Cavalleria rusticana, Uraufführung: Rom 17. Mai 1890
- L’amico Fritz, Uraufführung: Rom 31. Oktober 1891
- I Rantzau, Uraufführung: Florenz 10. November 1892
- Guglielmo Ratcliff, Uraufführung: Mailand 16. Februar 1895
- Silvano, Uraufführung: Mailand 25. März 1895
- Zanetto, Uraufführung: Pesaro 2. März 1896
- Iris, Uraufführung: Rom 22. November 1898
- Le maschere, Uraufführung: Mailand, Genua, Turin, Rom, Venedig, Verona 17. Januar 1901
- Amica, Uraufführung: Monaco (einzige Oper Mascagnis auf Französisch) 16. März 1905
- Isabeau, Uraufführung: Buenos Aires 2. Juni 1911
- Parisina, Uraufführung: Mailand 15. Dezember 1913
- Lodoletta, Uraufführung: Rom 30. April 1917
- Sì, Uraufführung: Rom 13. Dezember 1919
- Il piccolo Marat, Uraufführung: Rom 2. Mai 1921
- Pinotta, Uraufführung: San Remo 23. März 1932
- Nerone, Uraufführung: Mailand 16. Januar 1935